# Louis Edmond Baume
Pour les articles homonymes, voir Baume.
Louis Edmond Baume est un homme politique français né le 15 octobre 1803 à Draguignan (Var) et décédé le 20 décembre 1863 à Paris.

## Biographie
Louis Edmond Baume naît le 22 vendémiaire an XII (15 octobre 1803) à Draguignan. Il est le fils de Michel Marie Baume, imprimeur, et de son épouse, Rose-Marie Lion.
Mousse sur un navire d'état, puis charpentier sur le port de Toulon, il entre au collège de Toulon, puis part suivre des études à Paris et devient avocat. Il est député du Var de 1848 à 1849, siégeant à gauche et votant parfois avec l'extrême gauche.
Il meurt le 20 décembre 1863 dans le 6e arrondissement de Paris.

## Sources
- « Louis Edmond Baume », dans Adolphe Robert et Gaston Cougny, Dictionnaire des parlementaires français, Edgar Bourloton, 1889-1891 [détail de l’édition]
- « Edmond Baume », dans Le Maitron, 2009.